# Denis Bruna
Pour les articles homonymes, voir Bruna.
 (juillet 2016).
Denis Bruna, né le 20 octobre 1967 à Aubagne (Bouches-du-Rhône), est un historien et historien de l'art français, spécialiste du Moyen Âge, des représentations du corps, des modes et des usages vestimentaires. Il est professeur à l'École du Louvre et  conservateur en chef au musée des Arts Décoratifs de Paris.

## Biographie
Ancien élève de l’École du Louvre, docteur en histoire mention histoire de l'art de l'université Paris-I Panthéon-Sorbonne et habilité à diriger des recherches, Denis Bruna a soutenu sa thèse de doctorat sur les enseignes de pèlerinage, les enseignes profanes et autres insignes vestimentaires au Moyen Âge en 1995 à l'université Paris-I. Les insignes (ou enseignes) passaient alors comme des objets sans valeur, relégués avec mépris parmi les arts populaires. Denis Bruna sut montrer l'importance de ces objets, non seulement dans l'histoire de la création artistique du Moyen Âge, mais plus encore dans les pratiques religieuses et identitaires de tous les groupes de la société médiévale.
Il publia plusieurs livres et une vingtaine d'articles sur les enseignes médiévales. Il a notamment présenté celles du musée de Cluny (Paris) dans un catalogue raisonné (1996) et une exposition (1997) dont il a été le commissaire. À la suite de ses premiers travaux, il a abordé la question des représentations du corps et notamment celles des piercings, en s’intéressant notamment au retournement de sens d’un même signe (le percement du corps) entre le Moyen Âge et notre époque. Il publia en 2005 un article sur les premières représentations et traces écrites du tatouage en Occident médiéval.
De 2002 à 2017, il a été professeur d’histoire de l’art du Moyen Âge à l’École du Louvre. Depuis 2013, il est professeur et directeur de recherche en histoire de la mode et du costume dans ce même établissement. Il est également chercheur associé au laboratoire ARTeHIS (CNRS et université de Bourgogne). Il a enseigné à l'université Paris-I, à Institut national du patrimoine (France). Dans ses études et son enseignement, Denis Bruna défend une histoire de l'art, proche de l'histoire, telle une  discipline des sciences humaines.
Denis Bruna exerce actuellement les fonctions de conservateur en chef au musée des Arts décoratifs de Paris, responsable des collections « Mode et textile antérieures au XIXe siècle ». Dans ce musée, il fut co-commissaire de l'exposition Fashioning Fashion, deux siècles de mode européenne (2012) et commissaire de l'exposition La Mécanique des Dessous, une histoire indiscrète de la silhouette (2013), qui explore la question des artifices utilisés par les femmes et les hommes, du XIVe siècle à nos jours, pour dessiner leur silhouette,. Cette même exposition, sous le titre « Fashioning the body, an intimate history of the silhouette », fut à nouveau présentée au Bard Graduate Center (en) de New York en 2015. En 2016, il a été commissaire de l'exposition « Tenue correcte exigée, quand le vêtement fait scandale », présentée au musée des Arts décoratifs de Paris. Par la suite il est l'un des coauteurs de l'ouvrage l'Histoire des modes et du vêtement. En 2019, il assure le commissariat de l'exposition « Marche et démarche. Une histoire de la chaussure », toujours au musée des Arts décoratifs. En 2023, il est commissaire de l'exposition « Des cheveux et des poils » qui explore les thèmes inhérents à l’histoire de la coiffure, mais également les questions liées à la pilosité faciale et corporelle du XVe siècle à nos jours.

## Publications
- Enseignes de pèlerinage et enseignes profanes; catalogue d'exposition ; rédigé par Denis Bruna, préface de Léon Pressouyre ; 1996 ; éditions de la Réunion des Musées Nationaux ;  (ISBN 2-7118-3405-0)
- Piercing, sur les traces d’une infamie médiévale, Paris, Éditions Textuel, 2001 ;  (ISBN 2-84597-028-5)
- Enseignes de plomb et autres menues chosettes du Moyen Âge, préface de Michel Pastoureau ; 2006 ; Paris, Éditions du Léopard d’Or ;  (ISBN 2-86377-208-2)
- Saints et diables au chapeau. Bijoux oubliés du Moyen Âge; 2007 ; Paris, Éditions du Seuil ;  (ISBN 978-2-02-091758-2)
- La mécanique des dessous : une histoire indiscrète de la silhouette, catalogue d'exposition sous la dir. de Denis Bruna, Paris, musée des Arts décoratifs ; Paris, Les Arts Décoratifs, 2013 ;  (ISBN 978-2-916914-42-8)
- Tsiganes, premiers regards: craintes et fascinations dans la France du Moyen Âge; 2014 ; Lyon, Fage éditions,  (ISBN 978-2849752661)
- Fashioning the body, an intimate history of the silhouette, catalogue d'exposition sous la dir. de Denis Bruna, New York, Bard Graduate Center ; New Haven - Londres, Yale University Press,  (ISBN 9780300204278)[13]
- Tenue correcte exigée. Quand le vêtement fait scandale, catalogue d'exposition sous la dir. de Denis Bruna, Paris, musée des Arts décoratifs ; Paris, Les Arts Décoratifs, 2016,  (ISBN 978-2-916914-64-0)
- Denis Bruna (dir.), Chloé Demey (dir.), Astrid Castres, Pierre-Jean Desemerie, Sophie Lemahieu, Anne-Cécile Moheng et Bastien Salva, Histoire des modes et du vêtement : du Moyen Âge au XXIe siècle, Paris, Éditions Textuel, novembre 2018, 503 p. (ISBN 978-2-84597-699-3)
- Marche et démarche. Une histoire de la chaussure; catalogue d'exposition sous la dir. de Denis Bruna, Paris, musée des Arts décoratifs, Paris, MAD, 2019;  (ISBN 2916914838)[11]

## Récompenses et distinctions
- 2018 : promu au grade de chevalier de l'ordre des Arts et Lettres [14]